# Santa Claus Conquers the Martians
Santa Claus Conquers the Martians är en amerikansk science fiction-komedifilm från 1964 i regi av Nicholas Webster med John Call i huvudrollen som jultomten och en ung Pia Zadora i sin första roll.
Filmen har av många blivit framröstad som en av de sämsta filmerna genom tiderna och den har fått ökad uppmärksamhet som kalkonfilm efter att ha varit med i Mystery Science Theater 3000.

## Handling
Barnen på Mars har blivit deprimerade och spenderar sin tid med att se på TV från Jorden, bland annat en presskonferens med jultomten som sänds från Nordpolen. När marsianernas ledare Kimar upptäcker att det gäller även hans egna barn, Bomar och Girmar, kallar han till ett krismöte där man kommer fram till att lösningen är att kidnappa jultomten.
Kimar kommenderar själv expeditionen men när marsianerna anländer i december blir de förvirrade av att det finns en tomte i varje gathörn och de landar ute på landet där två barn, Billy och Betty, berättar att de ska leta på Nordpolen. Den skeptiska Voldar övertygar resten av besättningen på rymdskeppet att de två barnen måste kidnappas tillsammans med tomten för att förhindra att de skvallrar om utomjordingarna.
På vägen tillbaka till Mars försöker Voldar att kasta ut tomten och barnen vid landningen på Mars förvisas han. Han tar sin tillflykt i en grotta där han planerar sin hämnd. Tillsammans med hantlangarna Shim och Stobo saboterar han tomtens verkstad och kidnappar Dropo, en gladlynt marsian som klätt ut sig i en jultomtedräkt.
Voldar sätts i fängelse när han återvänder till verkstaden för att förhandla om jultomtens frisläppande men han flyr och låser in Kimar i ett förrådsrum. Slutligen konfronteras han med den riktiga tomten och barnen Billy, Betty, Bomar och Girmar som attackerar honom med en följd av leksaksvapen medan tomten tittar på, glatt blåsandes bubblor. Kimar berörs av julstämningen och han hjälper jordborna att återvända till sin planet.

## Medverkande

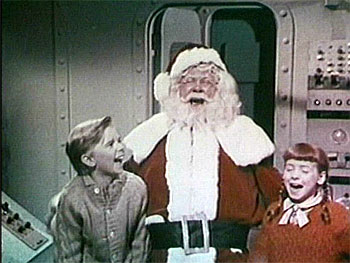
John Call tillsammans med Victor Stiles och Donna Conforti.

| John Call       | – jultomten |
| Leonard Hicks   | – Kimar     |
| Vincent Beck    | – Voldar    |
| Bill McCutcheon | – Dropo     |
| Victor Stiles   | – Billy     |
| Donna Conforti  | – Betty     |
| Chris Month     | – Bomar     |
| Pia Zadora      | – Girmar    |
| Leila Martin    | – Momar     |

## Produktion
Producenten Paul L. Jacobson hade under 1950-talet arbetat som unit manager på barnprogrammet Howdy Doody, under det tidiga 60-talet grundade han Jalor Productions. Han samlade in 200 000 dollar, till större delen från privata investerare, för att spela in Santa Claus Conquers the Martians baserad på hans egen originalberättelse, det blev den första och enda filmen han någonsin producerade.
Filmen spelades in på Michael Myerberg Studios på Long Island i New York, en anläggning som tidigare varit en flyghangar. Under scenerna som utspelar sig i jordens atmosfär användes stockfoto-sekvenser med plan från USA:s flygvapen. Dessa är desamma som användes i filmen Dr. Strangelove som kom ut samma år.
Rollerna spelades av lokala TV- och teaterskådespelare. Bland annat kom två av barnskådespelarna samt huvudrollsinnehavaren John Call direkt från Broadwayuppsättningen av Oliver! där de spelat biroller. Det var också blivande sångerskan och skådespelerskan Pia Zadoras första roll. Marsianen Dropo spelades av Bill McCutcheon som likt Jacobson hade arbetat med barnprogram tidigare, han sågs senare i filmer som Vibes, Family Business och Blommor av stål.
Specialeffekterna påverkades starkt av filmens låga budget. De strålpistoler som marsianerna använder i filmen var massproducerade leksaksvapen tillverkade av Marx Toy Company som kunde kommit direkt från butikshyllan. Roboten Torg tillverkades av wellpapp som målades med silverfärg med två påmålade visartavlor på framsidan och armar gjorda av rörledningar.

## Lansering
Santa Claus Conquers the Martians köptes in för distribution av Joseph E. Levines Embassy Pictures inför julen 1964. Den hade premiär 11 november 1964 i Chicago och marknadsfördes som barnmatiné. Filmen lyckades inte dra in tillräckligt med pengar under dess ursprungliga visningsperiod, men den släpptes om årligen under några jular och lyckades då dra in en vinst. Senare blev den ett återkommande inslag på lokala tv-stationer, särskilt efter att filmen släppts under public domain.

## Mottagande
Santa Claus Conquers the Martians har fått övervägande negativ kritik. På Rotten Tomatoes har filmen fått betyget 22%, baserat på 23 kritikerrecensioner med ett genomsnittligt betyg på 2,8 av 10. Samtida kritiker var inte nådiga, Boxoffice kallade filmen "alltför sirapssöt och meningslös" och menade att ingen över 16 borde släppas in i salongerna, Mandel Herbstman på Film Daily skrev att filmens story var stereotyp och att den "hade lite att erbjuda i form av substans." Ronald Gold recenserade Santa Claus Conquers the Martians för Motion Picture Herald och noterade att "ungdomar som är vana vid science-fiction kan märka av den begränsade användningen av specialeffekter... [och] den kunde ha tjänat på att lägga in mer humor." Något mer positiv var Howard Thompson på The New York Times som beskrev den som "en julig liten film" vilken "vuxna kommer att se som naivt enkel och fyrkantig som ost. Men låt oss vara ärliga, från nu fram tills ni-vet-när så är det barnen som räknas."

### Engelska originalcitat
1. ↑  "overly saccharine and nonsensical....A lobby sign with 'No One Admitted OVER 16 Years of Age' might be appropriate..."
2. ↑  "...yields little in the way of substance."
3. ↑  "Youngsters who are old hands at science fiction may notice the limited use of special effects...[and] it could have benefitted from the interjection of a little more humor."
4. ↑  "Christmasy little movie..." "Adults may find it obvious and as square-cut as cheese. But let's face it. From now till you-know-when, the youngsters are all that matter."